# توماش پتراشک
توماش پتراشک (چکی: Tomáš Petrášek؛ زادهٔ ۲ مارس ۱۹۹۲) بازیکن فوتبال اهل جمهوری چک است.
وی همچنین در تیم ملی فوتبال جمهوری چک بازی کرده‌است.